# Stigmaphyllon ellipticum
Stigmaphyllon ellipticum är en tvåhjärtbladig växtart som först beskrevs av Carl Sigismund Kunth, och fick sitt nu gällande namn av Adrien Henri Laurent de Jussieu. Stigmaphyllon ellipticum ingår i släktet Stigmaphyllon och familjen Malpighiaceae. Inga underarter finns listade i Catalogue of Life.